# Kickxia commutata
Kickxia commutata é uma espécie de planta com flor pertencente à família Scrophulariaceae. 
A autoridade científica da espécie é (Bernh. ex Rchb.) Fritsch, tendo sido publicada em Excursionsfl. Oesterreich 492 (1897).

## Portugal
Trata-se de uma espécie presente no território português, nomeadamente os seguintes táxones infraespecíficos:
- Kickxia commutata subsp. commutata - presente em Portugal Continental. Em termos de naturalidade é nativa da região atrás referida. Não se encontra protegida por legislação portuguesa ou da Comunidade Europeia.